# Малый Мендерес
Ма́лый Мендере́с (тур. Küçük Menderes) — река в западной части Турции. Была известна в античности как Каистр (греч. Κάυστρος).
Длина реки составляет 130 километров, площадь бассейна — 3502 квадратных километра. Река берёт начало на южных склонах хребта Боздаглар и протекает главным образом по равнинной местности. Впадает в залив Кушадасы Эгейского моря. Воды реки несут множество взвешенных наносов. Вблизи устья расположены развалины древнегреческого города Эфес.

Изменение береговой линии из-за наносов, переносимых рекой Каистр